# Cooperativa de Pagesos Santa Llúcia
La Cooperativa de Pagesos Santa Llúcia, és un habitatge del municipi de Reus (Baix Camp) inclòs en l'Inventari del Patrimoni Arquitectònic de Catalunya com a Bé Cultural d'Interès Local, seu de la Germandat de Sant Isidre i Santa Llúcia.

## Descripció
Era un edifici de dues plantes i amb la porta d'accés descentrada. La composició de les obertures era asimètrica. L'edifici ha estat datat tant al segle xvi com al XVII i xviii. Sembla segur que almenys alguns elements representatius, com el portal i l'organització general, siguin del segle xvi, malgrat les contínues modificacions. El 2002 l'edifici es va ensorrar quan feien unes obres a l'edifici del costat. Alguns elements significatius es van poder salvar, com ara la capelleta de santa Llúcia que s'ha tornat a posar a la façana.

## Història
La Confraria de Pagesos de Santa Llúcia, documentada ja el 1327, és l'entitat més antiga de la ciutat. El 1603 es va separar del gremi dels Ferrers, amb el que formaven una confraria, i incorporaren san Isidre com a advocació i al seu nom. El 1702 va comprar la casa del raval de Robuster 34, construïda a començaments del segle xvi fora muralla i d'esquena al mar. Al caure la casa el 2002, es va tornar a construir en el mateix solar. El nou edifici, que ha augmentat en dues plantes, s'ha equipat amb una sala d'art i un auditori i es va inaugurar l'abril de l'any 2007, després de quatre anys d'obres. La capella de Santa Llúcia té una imatge de pedra policromada del segle xvi, i als seus peus un escut on es representa sant Isidre llaurant.
Actualment, formen part d'aquesta entitat un esbart, una associació fotogràfica, una coral i diversos grups de teatre.

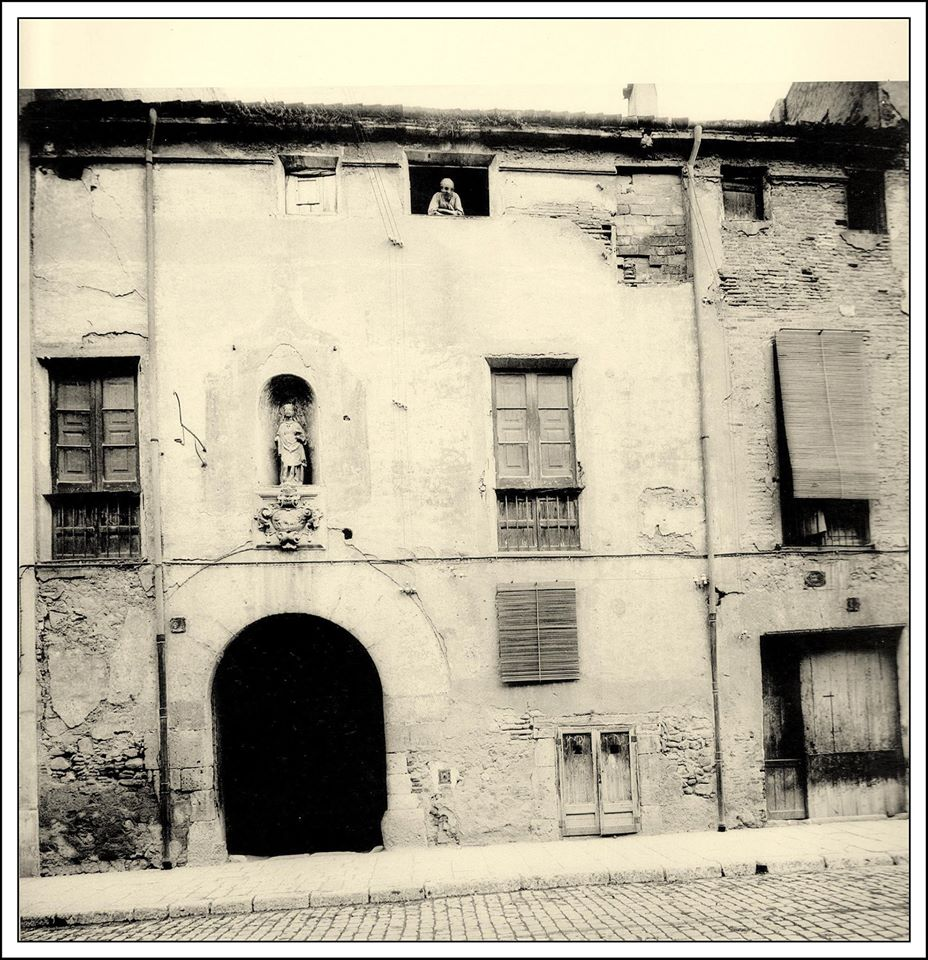
Imatge de l'antiga casa de la Cooperativa de Pagesos Santa Llúcia el 1929